# 1945 год в истории железнодорожного транспорта
1945 год в истории железнодорожного транспорта

## События
- В феврале General Motors начал выпуск пассажирского тепловоза EMD E7.
- 25 марта — Virginian Railway получает первую партию паровозов типа 1-3-3-3 из Lima Locomotive Works.
- В июне начат ввод в эксплуатацию тепловозов Да, поставленных из США по ленд-лизу.
- 6 ноября — В СССР на Транссибирской магистрали введён в эксплуатацию первый электрифицированный участок Челябинск — Златоуст.[1]
- 17 ноября — Национальная компания французских железных дорог получает из США первые паровозы 141 R.
- Во Франции поезд на электрической тяге развил скорость 243 километра в час.[2]

## Новый подвижной состав

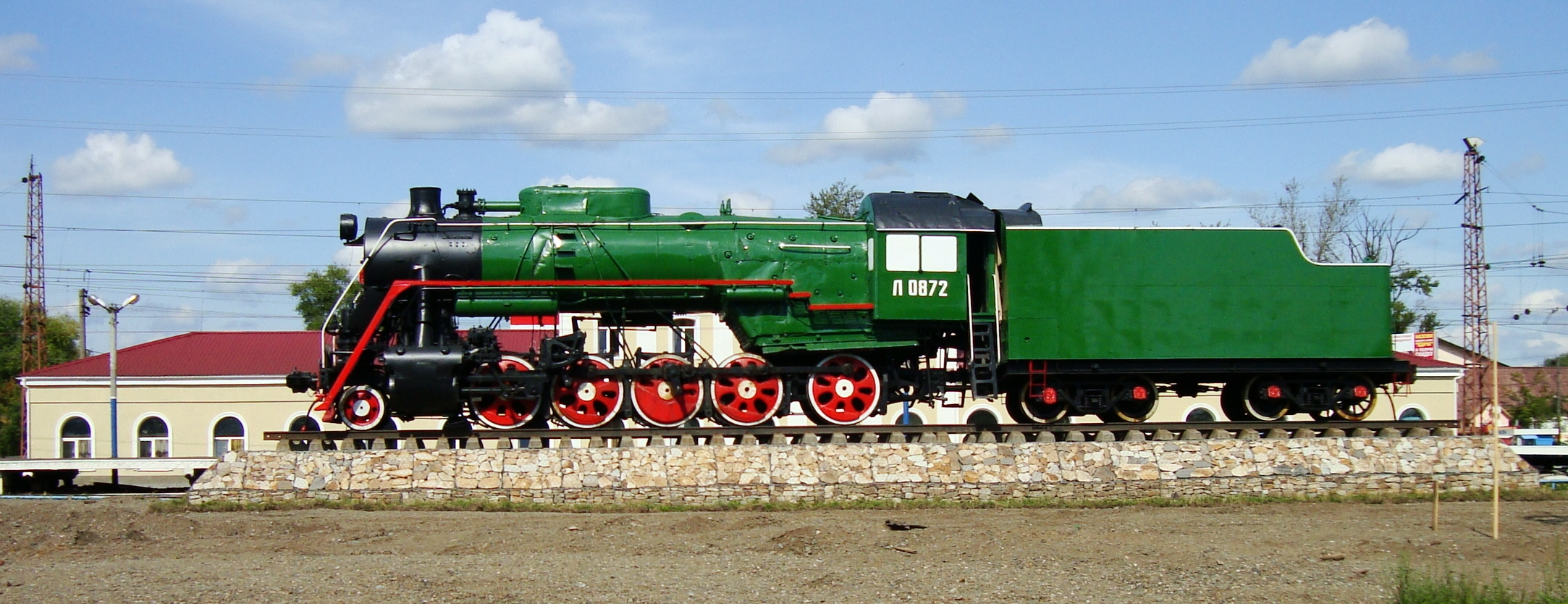
Паровоз Л-0872

- Из США по ленд-лизу на дороги СССР начали поступать тепловозы Да и Дб.
- 5 октября — Коломенский завод выпустил первый паровоз серии П (в 1947 году серия получила новое обозначение — Л).
- В США начался выпуск паровозов 141 R для Национальной сети французских железных дорог.
- На польских заводах HCP и Fablok начато производство паровозов Ty45.
- В счёт репарации со стороны Венгрии, в СССР поступили трёхвагонные дизель-поезда ДП.

## Персоны

### Скончались
- 12 декабря в Ленинграде умер Яков Модестович Гаккель — русский советский инженер, внёсший значительный вклад в развитие российского самолёто- и тепловозостроения первой половины XX века (создатель одного из первых в мире тепловозов — тепловоза ЩЭЛ1), учёный-электротехник.